# Asymptotisk kæmpegren
Den asymptotiske kæmpegren er en del af Hertzsprung-Russell-diagrammet (HR), hvor man genfinder en stor gruppe stjerner som tidligere befandt sig på den horisontale kæmpegren, men hvor forbrændingen af helium i stjernens centrale dele er ophørt og den i stedet forbrændes i en koncentrisk skal. Stjerner som tilhører denne gruppe kaldes AGB-stjerner fra det engelske udtryk Asymptotic Giant Branch. Dette er en periode i stjerneudviklingen som alle med lav til middelmasse (0,6–10 solmasser) gennemgår sent i livscyklusset.